# 18891 Kamler
18891 Kamler è un asteroide della fascia principale. Scoperto nel 2000, presenta un'orbita caratterizzata da un semiasse maggiore pari a 2,4247339 UA e da un'eccentricità di 0,1198321, inclinata di 3,83711° rispetto all'eclittica.